# Citizens Bank Park
Citizens Bank Park är en basebollarena som ligger inom byggnadskomplexet South Philadelphia Sports Complex i Philadelphia, Pennsylvania i USA. Den uppfördes mellan 2001 och 2004 till en kostnad på 458 miljoner amerikanska dollar.
Den har varit hemmaarena för Philadelphia Phillies (MLB) sedan den byggdes.